# Мункейк

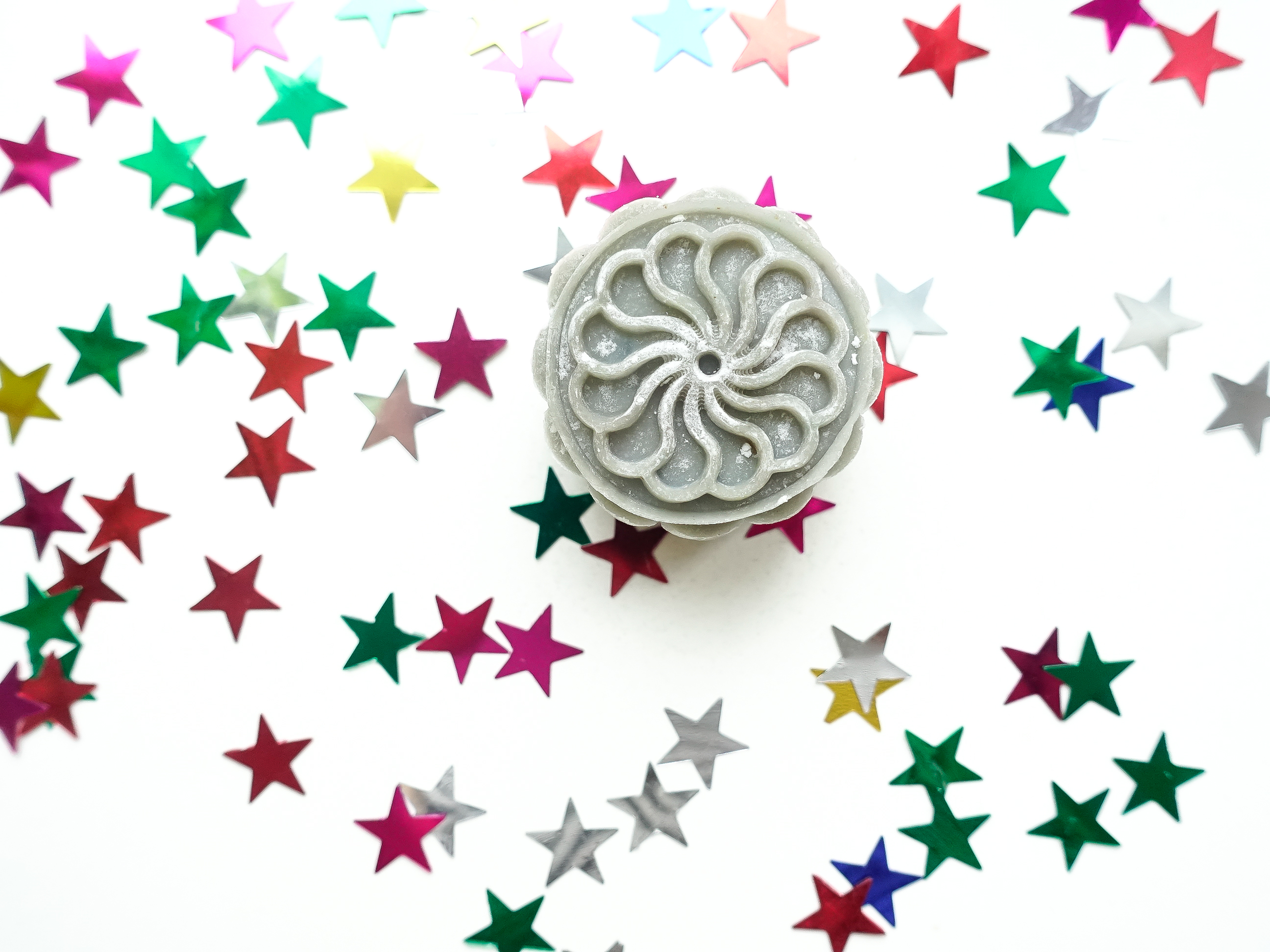
Мункейк

Мункейк (кит.: 月餅, 饼, піньїн: yuè bĭng, «місячний пиріжок», mooncake, в'єтнамською — бань чунг тху) — це найпопулярніша страва Південно-Східної Азії, випічка, яка має тисячорічну історію та традицію приготування. Мункейки прийнято дарувати під час найбільших свят та протягом Фестивалю середини осені.
«Місячний пиріжок» (інший варіант «місячний пряник») не є дослівним перекладом, його використовують для зручності. Ключова особливість мункейка — унікальний зовніший вигляд в поєднанні з незвичними начинками.

## Факти
- Найпоулярніша начинка: лотосова паста з ферментованим качиним жовтком посередині. Чим більше жовтків в мункейку, тим він дорожчий
- Майже кожна транснаціональна компанія випускає мункейки під своїм брендом. Так, наприклад, Starbucks, McDonald's, The Walt Disney Co стилізують мункейки під свої ключові символи

## Назва

### Версія 1
Є багато версій походження назви. За однією з легенд мункейки врятували Азію від монгольського іга у 14 столітті. Ідейні лідери перевороту розробили план повстання, про який мали непомітно сповістити підневільних із Китаю, В'єтнаму, Лаосу, Кореї, Таїланду тощо. Історія кожного народу зберегла своє ім'я хитромудрого винахідника мункейка в тій формі, яка існує й нині. Ця «людина»  зашифрувала в мункейку інформацію про час і місце початку революції. За китайською версією — відбиток на поверхні мункейка був ребусом. Правильно розрізаний і складений мункейк розкривав всі плани бунтарів. У інших народів переважає версія про цидулку з всією інформацією, яка була захована в центрі начинки мункейка.
На той час в Азії панувала чума. Партизани використали це на свою користь. «Уе біни» почали розповсюджувати як народні «ліки від чуми» на зразок більшості тогочасних препаратів — у вигляді таблетки з печаткою згори. Монголи не перешкоджали розповсюдженню цих «ліків». Відповідно в потрібний момент (8 повний місяць восьмого місяця) відбувся успішний поворот історії — монгольську династію Юань було повалено. Так пиріжки врятували мільйони людей! Саме тому це тістечко цінується мешканцями Азії.

### Версія 2
У Китаї вважають, що мункейки — це подарунок богів. «Юе бін» дослівно перекладається як «пиріг місяця». Але в китайському язичницькому пантеоні є богиня місяця з саме таким іменем. Ось вони й вірять, що саме Юе подарувала їм таку смачну страву. Зробила вона це саме тоді, коли побачила, як старанно люди збирають врожай.

### Версія 3
Інша версія назви значно прозаїчніша. Вона походить від самої форми мункейків: багато начинки + яскрава середина. Один із найдавніших варіантів начинки — це бобова паста і паста темного кунжуту. Кунжут нагадує нічне небо, а куля бобової пасти або ферментований качиний жовток — повний місяць. Тому смаколик, на розрізі якого зоряне небо з повним місяцем, називають місячним пиріжком, або мункейком.

### Версія 4
Цей варіант етимології — прикладний. Він стосується періоду жнив — особливо священного часу для Азії. Період збору основного врожаю розпочинає Фестиваль середини осені, який ще називають Новим роком восени. Саме під час Фестивалю здавна дарують мункейки (в Україні, приміром, на жнива є традиція випікати і дарувати жайворонків). Оскільки фестиваль місячний — значить частування теж «місячне».

Мункейки в Україні
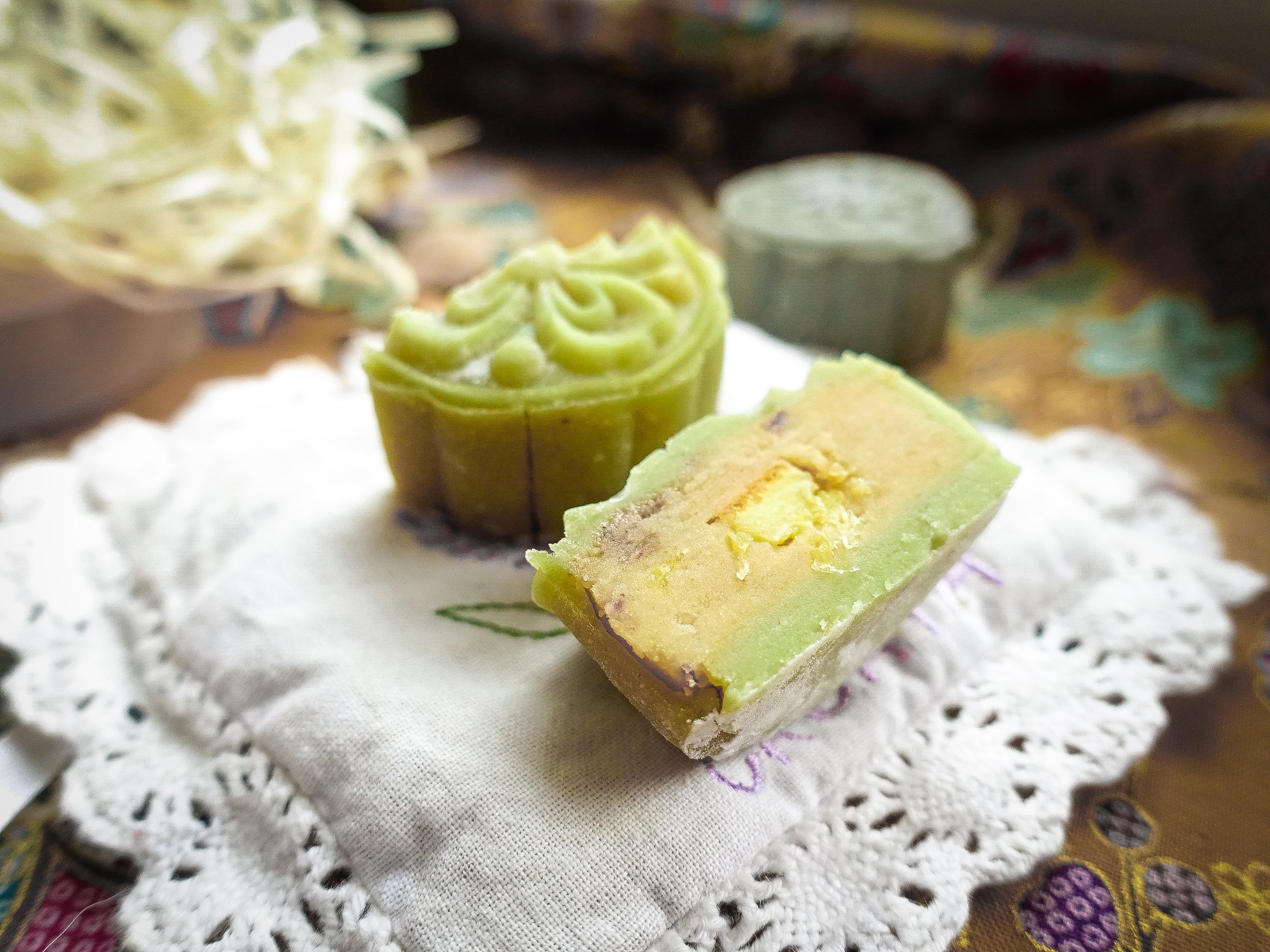
Мункейк з лотосом та цитроном. Сноу-скін
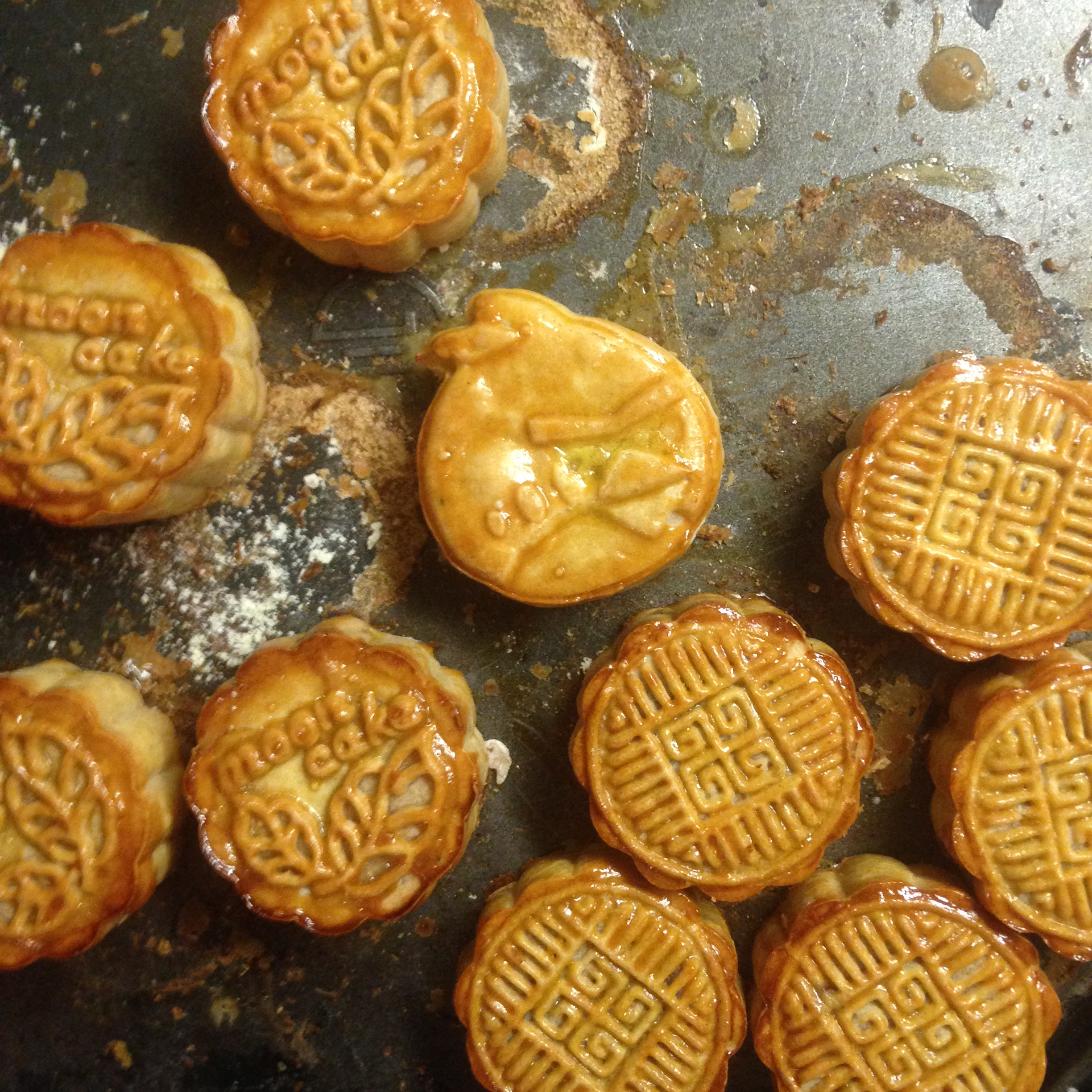
Мункейк у образі популярної пташки із гри
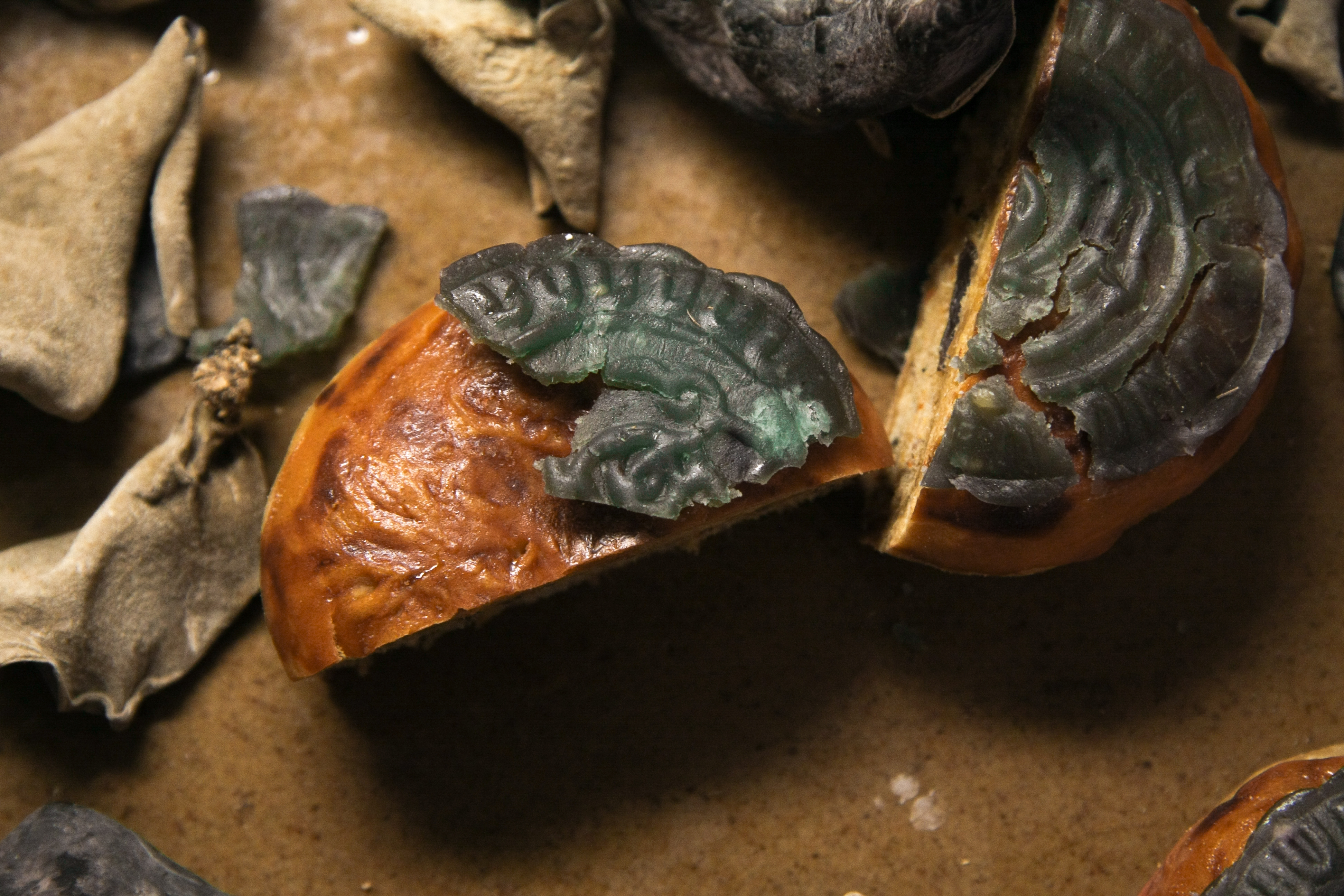
Мункейк із солоною начинкою
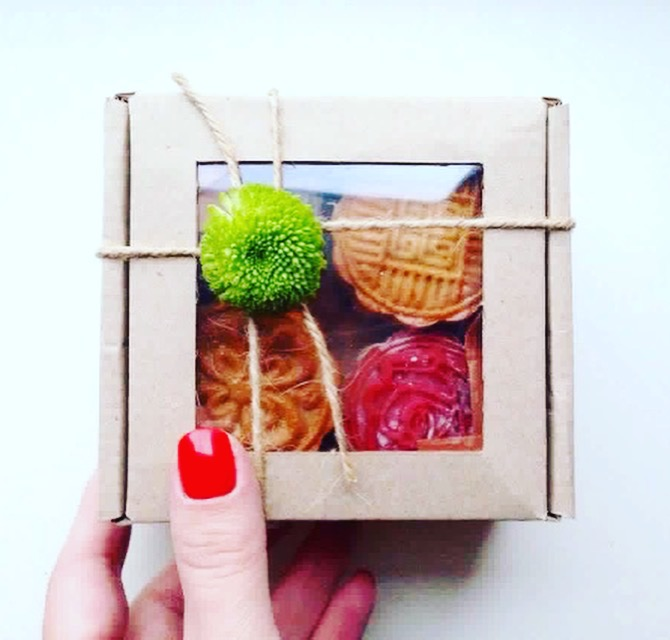
В Азії мункейки продають як пиріжки чи у подарунковій упаковці. На фото сет із 4 мункейків.
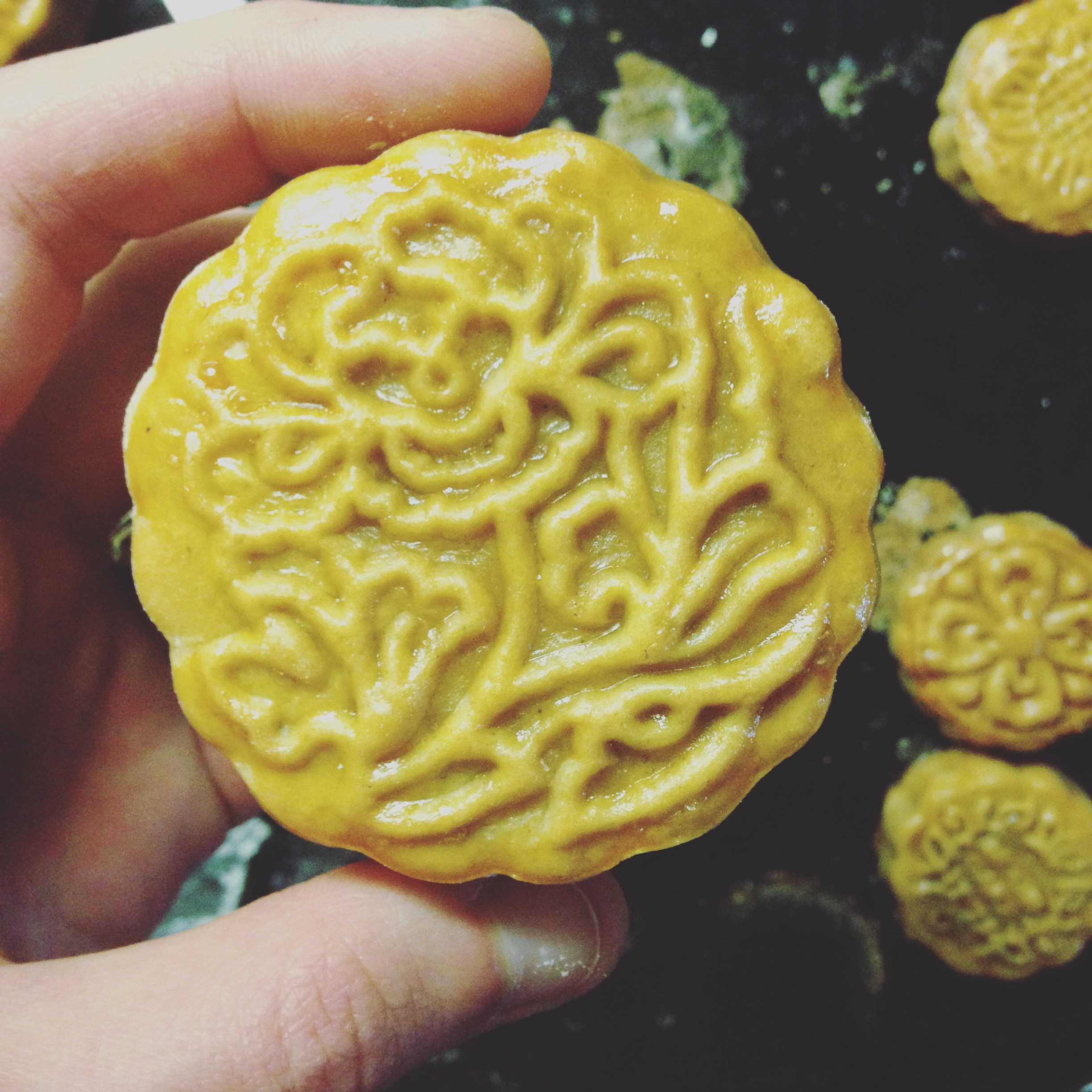
Розмір мункейка залежить від молда, яким користується виробник

## Структура мункейка
Мункейк складається з оболонки та багатокомпонентної начинки. В рецептурі мункейка понад 15 складників. Через це смак даного виробу не можна порівняти з пиріжками, пряниками чи будь-чим традиційним для європейців. У Азії популярні три типи оболонки: лужна (запікається, оболонка із борошна пшеничного), сноу-скін (оболонка із клейного рису; японські моті є родичами даного типу мункейків) і листкова (англ. — flacky, мункейк нагадує шишечку чи бутон ранункулюса). Кожен тип оболонки має свою технологію виготовлення. На відміну від інших видів тіста, тісто на мункейки не втрачає форми під час випікання. Як правило, оболонка не повинна бути товщою за 2 мм у великих мункейках та 1 мм у мункейках до 70 грамів.
Різновидом мункейка називають і желе, яке застигає у формі мункейка. Такий виріб не можна називати класичним мункейком, бо він не відповідає всім критеріям даного виробу, а лиш повторює форму.
Особливу форму мункейку надають за допомогою спеціальних молдів. Їх величезна кількість різновидів: у формі плунжерів, у формі «пасочок», у збірній формі та вирізблені. Різблений молд — це ручна робота. Традиційно майстри мункейків замовляють для свого виробництва різблений молд з унікальним орнаментом.
Начинка завжди має базу і додатки, які надають виробу незрівнянний смак. В числі традиційних основ: паста із зерен (бобів) квітки лотоса, солодкі боби (анко, адзукі), темний кунжут, клейкий рис з різними ароматами, жужуб, дуріан. Сучасні основи можуть бути будь-якими: від заварного крему до шоколадної карамелі. Кондитерські магазини в Азії навіть пропонують мункейки, начинені печивом Oreo.
Смаки залежать від регіональних особливостей.